# Římskokatolická farnost Drysice
Římskokatolická farnost Drysice je územní společenství římských katolíků v děkanátu Vyškov a okolí, s farním kostel Narození Panny Marie.

## Historie
Drysice byly původně přifařeny do Pustiměře, a to již před rokem 1232. Roku 1727 si Drysičtí nákladem obce postavili kapli. Ta však postupně nevyhovovala vzrůstajícímu počtu věřících a tak v roce 1887 začala výstavba nového kostela. V roce 1889 byla zbořena dosavadní kaple a rajhradský opat Benedikt Korčián benedikoval nový kostel. Samostatná farnost byla zřízena roku 1892. V neděli 25. října 1896, se uskutečnilo slavnostní posvěcení nového kostela, které vykonal olomoucký arcibiskup Theodor Kohn.

## Duchovní správci
Prvním drysickým farářem byl ustanoven roku 1893 P. František Vaculík, který zde jako duchovní správce působil až do své smrti v říjnu 1941. V červenci 1989 byl ustanoven administrátorem v Pustiměři a excurrendo administrátorem drysickým P. Josef Beníček.

## Bohoslužby
| Kostel               | Místo   | Bohoslužba (den) | Hodina                         | Poznámka     |
| -------------------- | ------- | ---------------- | ------------------------------ | ------------ |
| Narození Panny Marie | Drysice | neděle středa    | 9.30 17.00 (zima)/18.00 (léto) | Farní kostel |

## Aktivity ve farnosti
Pravidelně se konají duchovní obnovy, setkání společenství, výuka náboženství, při bohoslužbách zpívá schola i chrámový sbor.
Ve farnosti se pravidelně pořádá tříkrálová sbírka. V roce 2017 dosáhl výtěžek sbírky 14 280 korun.